# Busta Rhymes
Trevor Tahiem Smith, Jr. (født 20. maj 1972), bedre kendt som Busta Rhymes, er en amerikansk hiphop-musiker og skuespiller af jamaicansk afstamning. Chuck D fra Public Enemy gav ham, efter at have set hans optræden, navnet "Busta Rhymes" (med inspiration fra tidligere NFL-spiller George "Buster" Rhymes). Han er også medlem af Nation of Islam, The Nation of Gods and Earths.

## Biografi

### Tidlige år
Busta Rhymes blev født i Brooklyn, New York, og er af jamaicansk afstamning. Som 12-årig flyttede hans familie til Uniondale, en forstad til New York på Long Island, hvor han voksede op og mødte andre rappere fra det voksende hiphop-miljø i New York. Her mødte han bl.a. rapperne Jay-Z og The Notorious B.I.G. Han færdiggjorde sin uddannelse på Uniondale High School, hvor han var en dygtig basketballspiller.

### Leaders of the New School
Busta Rhymes' musikalske karriere begyndte som medlem af Hip Hop-gruppen Leaders of the New School sammen med vennerne Charlie Brown, Dinco D og Cut Monitor Milo fra Long Island. De begyndte at indspille sange i 1989 til deres album A Future Without a Past (Elektra Records) og fik hurtigt stor succes.

### Native Tongues Crew
I starten af 1990'erne opstod der i bydelene Queens og Long Island mange indflydelsesrige og succesfulde hiphop-grupper med stilarter, der mindede om The Leaders of the New School. Kort efter udgivelsen af deres debutalbum blev gruppen tilknyttet Native Tongues Posse, der stod for gruppens samarbejde med A Tribe Called Quest på singlen Scenario. Busta Rhymes' optræden på nummeret skaffede ham mange fans og var et godt udgangspunkt for en selvstændig karriere. The Leaders of the New School udgav deres andet og sidste album The Inner Mind's Eye i 1991, hvorefter Busta Rhymes indledte sin solokarriere.

### Elektra
Busta Rhymes' debutalbum som solist, The Coming, blev udgivet af Elektra Records i 1996 og var en blanding af reggae og hiphop, og det mest kendte nummer var Woo Hah!! Got You All in Check, som nåede at blive top 10-single i både USA og Storbritannien. Det følgende album When Disaster Strikes fik succes i USA med udgangspunkt i de to populære singler og musikvideoer Put Your Hands Where My Eyes Could See og Dangerous. Den tredje single Turn it up/Fire it up nåede ligefrem en placering som nummer to på singlehitlisten i Storbritannien. Samme år udgav Busta Rhymes albummet The Imperial Album, som en del af Flipmode Squad, der var et samarbejdeprojekt med rapperne Rampage, Lord Have Mercy, Spliff Star, Rah Digga og Baby Sham.
I 1998 udgav han det specielle album Extinction Level Event (Final World Front), der havde den påstand som tema, at verden ville gå under i år 2000. Singlen Gimme Some More, der havde taget Bernard Herrmanns lyd fra filmen Psycho, nåede en placering som nummer fem på de engelske hitlister i januar 1999. Rhymes nød endnu mere succes i april, da singlen What's It Gonna Be?!, med Janet Jackson, nåede top 10-listen i både USA og Storbritannien. I 2000 arbejdede han på adskillige filmprojekter, inklusive genskabelsen af Shaft, og udgav sit sidste album for Elektra Records, der hed Anarchy.

### J/Arista/BMG
Efter at have forladt Elektra, skrev Rhymes kontrakt med J Records, der var et nyt pladeselskab startet af Arista Records chef og stifter Clive Davis. I 2001 udgav han et "greatest hits album" sammen med et nyt album med titlen Genesis, og dermed fortsatte han det bibelske tema fra tidligere albums.
I 2002 udgav Busta Rhymes sit sjette studiealbum, It Ain't Safe No More, der som tidligere udgivelser opnåede en udmærket modtagelse, hvor især hittet I Know What You Want med Mariah Carey slog igennem. Efter udgivelsen forlod han dog J Records, og i 2004 blev han i stedet tilknyttet Dr. Dres Aftermath Entertainment.

### Aftermath/Interscope/Universal
I 2005 klippede Busta Rhymes sine karakteristiske dreadlocks af under en fotooptagelse i en frisørsalon, der var ejet af produceren Cory Rooney. Salonen var med i MTV-programmet The Shop, hvor Busta Rhymes udtalte: "Jeg begyndte at lade mit hår vokse i december 1989. Jeg var 17. Jeg skrev under på min pladekontrakt og sagde, at jeg ikke ville karseklippe mit hår mere. Det behøvede jeg ikke". Ifølge Busta Rhymes var den nye frisure et symbol på forandring i hans musik og markerede den nye pladekontrakt.
I 2006 udgav han sit syvende album, The_Big_Bang (ctrl-click)">''The Big Bang'', der blev det første, der nåede en placering som nummer 1 på albumhitlisten med et salg på mere end 209.000 eksemplarer i den første uge. Inden udgivelsen blev noget af albummet lagt ud på nettet, hvilket resulterede i, at adskillige sange blev slettet og nye blev tilføjet. The Big Bang var især produceret af Dr. Dre og havde gæsteoptrædener af Raekwon og Nas. Singlerne fra albummet var Touch It, New York Shit, In The Ghetto samt I Love My Bitch med Kelis og will.i.am.

## Overfaldsanklager
Den 20. august 2006, blev Busta Rhymes anklaget for at have angrebet en koncertgænger, der angiveligt skulle have spyttet på hans bil i New York City den 12. august efter AmsterJam Music Festivalen på Randalls Island. Den 24. oktober 2006 mødte Busta Rhymes op i Manhattan Criminal Court, hvor advokater prøvede at få ham sigtet for tidligere anklager for våbenbesiddelse, hvor en machete var blevet fundet i hans bil. Dommeren ShawnDya Simpson afslog anklagerne og afviste sagen.
Et halvt år efter, den 20. februar 2007, blev Busta Rhymes beskyldt for at have afslået at udbetale løn til sin tidligere chauffør Eddie Hatchett. Diskussionen udviklede sig hurtigt til et skænderi, der ifølge Hacthett endte med, at han fik en flænge i ansigtet. Rhymes blev fundet skyldig i begge sager, overfaldet på koncertgængeren og på chaufføren, og blev idømt seks måneders fængsel. Dommeren Tanya Kennedy tilbød dog Rhymes en anden valgmulighed i stedet for fængsel nemlig fem dages samfundstjeneste, to ugers undervisning af unge og en måneds selvbeherskelseskursus, såvel som tre måneders prøveløsladelse.
I 2015 blev Busta Rhymes anholdt for at have overfaldet en ansat i et fitnesscenter.

## Diskografi

### Gruppealbum
- 1991 : The Leaders Of The New School – A Future Without A Past
- 1993 : The Leaders Of The New School – T.I.M.E. (The Inner Mind's Eye)
- 1998 : Flipmode Squad – The Imperial

### Soloalbum
- 1996 : The Coming
- 1997 : When Disaster Strikes
- 1998 : Extinction Level Event (Final World Front)
- 2000 : Anarchy
- 2001 : Total Devastation: The Best of
- 2001 : Genesis
- 2002 : Turn It Up!: The Very Best of
- 2002 : It Ain't Safe No More
- 2004 : The Artist Collection
- 2006 : The Big Bang

## Filmografi
- Def Jam: Fight for NY (stemme) (2004)
- Busta Rhymes: Everything Remains Raw (2004) (V)
- Strong Arm Steady (2003) (V)
- Full Clip (2004) .... Pope
- Death of a Dynasty (2003)
- The Neptunes Present: Dude We're Going to Rio! (2003) (V) .... Rhymes
- Halloween: Resurrection (2002) .... Freddie Harris
- Narc (2002) .... Darnell 'Big D Love' Beery
- Space Ghost: Coast to Coast (2001) (TV) .... Segselv
- Finding Forrester (2000) .... Terrell Wallace
- Shaft (2000) .... Rasaan
- The Rugrats Movie (1998) (stemme) .... Reptar Wagon
- "The Steve Harvey Show" .... Zack (1 afsnit, 1998)
- "Cosby" .... Philip (1 afsnit, 1997)
- Higher Learning (1995) .... Dreads (som "Busta Rhymez")
- Strapped (1993) (TV) .... Buster
- Who's the Man? (1993) .... Jaween